# 周民震
周民震（1932年—），男，壮族，广西鹿寨人，生于上海，中国剧作家，第八届全国政协委员，中共十二大代表。